# Droit estonien
Le droit estonien est issu d'une tradition juridique d’Europe continentale. Il appartient, plus exactement, à la famille romano-germanique, dans laquelle la distinction entre droit public et droit privé est le fondement de l’organisation juridique. Le droit écrit, notamment la loi, occupe une place centrale parmi les sources du droit. La jurisprudence, la coutume et la doctrine n’ont qu´un rôle secondaire.

## Histoire du droit estonien
Le système juridique estonien commence à se développer dès la proclamation d’indépendance de l’Estonie le 24 février 1918. Le droit estonien se forme par référence aux systèmes juridiques qui ont été en vigueur dans  le pays alors sous domination étrangère (systèmes juridiques allemand, suédois, polonais, russe et dans une moindre mesure, français, par l’intermédiaire de l’Empire russe). La formation du droit estonien a pris également en compte la tendance juridique européenne de l’époque.
En 1940, l’Estonie est contrainte de remplacer son système juridique par celui de l’Union soviétique. Elle ne pourra retrouver son droit national qu´après son retour à l’indépendance le 20 août 1991. À partir de ce moment-là, l’Estonie entreprend de réformer son droit. Ceci se traduit non seulement par un réexamen de la législation en vigueur entre 1920 et 1940 et un remplacement progressif du droit issu de la période soviétique, mais également par un travail de codification des règles de droit (citons par exemple le Code de commerce de 1995 et le Code pénal de 2001). Les nouveaux textes de loi adoptés en Estonie sont élaborés en prenant comme modèle principalement ceux des États membres de l'Union européenne. Dans l’objectif d’une adhésion à l’Union européenne qui a abouti le 1er mai 2004, l’Estonie s’est également efforcée d’harmoniser sa législation avec le droit de l'Union européenne.

## Sources du droit de l'Union

### Constitution
Le fondement du système juridique estonien est la Constitution adoptée par référendum le 28 juin 1992 qui dispose dans son premier article que l’Estonie est une république démocratique autonome et indépendante. La loi fondamentale est placée au sommet de la hiérarchie des règles de droit. Ainsi, toutes les autres règles de droit nationales et les traités internationaux que l’Estonie souhaite ratifier doivent être conformés à la Constitution. Cette dernière peut être modifiée par référendum ou par le Riigikogu (Parlement estonien) selon différentes procédures.

### Droit international
Les principes et les normes du droit international universellement reconnus font partie intégrante du système juridique estonien.
L'article 123 dispose :

« La république d'Estonie ne conclut pas de traités internationaux contraires à la Constitution. Si les lois ou autres actes de l'Estonie sont en contradiction avec les traités internationaux ratifiés par le Riigikogu, les dispositions du traité s'appliquent. »

— Article 123 de la Constitution

### Droit européen
L'article 3 de la loi portant amendement de la Constitution de la république d’Estonie pour son adhésion à l'Union dispose que :

« Dès lors que l’Estonie fait partie de l’Union européenne, la Constitution de la république d’Estonie est appliquée en prenant compte des droits et obligations qui résultent du traité d’adhésion. »

— Article 3 de la loi amendant la Constitution
Sans pour autant être suffisant pour répondre aux questions liées à l'adhésion, cette disposition permit d'éclairer la jurisprudence de la Cour suprême.
Selon la Cour suprême, dans l'arrêt Riigi Teataja du 11 mai 2006, dans les domaines de compétence exclusive de l'Union, la Constitution estonienne ne s'applique que dans la mesure où elle est compatible avec la Constitution.

### Législation
Le Parlement monocaméral estonien exerce le pouvoir législatif,. En tant que tel, il lui appartient d’adopter les lois ou de soumettre leur adoption au vote populaire. La Constitution fait la distinction entre les lois pouvant être adoptées à la majorité simple et celles nécessitant la majorité (absolue) des membres du Parlement, élus pour quatre ans au suffrage universel direct, ont aussi pour mission de contrôler l’activité de l’organe étatique investi du pouvoir exécutif, à savoir le Gouvernement.
L'Estonie a un régime parlementaire où le chef de l’État, le président de la République, est élu pour cinq ans par le Parlement. Même si ses compétences sont nombreuses et fondamentales pour le pays, le président de la République ne joue qu’un rôle limité dans la politique de la Nation. C’est lui notamment qui représente l’Estonie dans les relations internationales, qui est le commandant suprême des forces armées, qui promulgue les lois, qui nomme les hauts fonctionnaires de l’État, ou encore qui désigne le candidat au poste de Premier ministre devant ensuite faire l’objet d’un vote d’investiture au Parlement.

## Organisation juridictionnelle
Le pouvoir judiciaire est exercé par des tribunaux indépendants répartis sur trois niveaux. Au premier niveau, les tribunaux de région et de ville ainsi que les tribunaux administratifs. Au deuxième niveau, les trois cours d’appel et au troisième niveau, la Cour suprême (Estonie) (Riigikohus). Les juridictions ont pour mission de protéger les droits et les libertés de chacun dans le respect de la Constitution et des lois. Ainsi, toute personne, victime d’une violation de ses droits et libertés, a le droit de saisir les tribunaux. La Cour suprême contrôle la régularité des jugements rendus par les juridictions inférieures.
Elle effectue également, en tant que Cour constitutionnelle, le contrôle de la constitutionnalité des lois, des traités internationaux non ratifiés et des autres actes juridiques de droit interne. En tant que telle, la Cour suprême peut être saisie par tout tribunal qui, lors de l’examen d’une affaire, a déclaré contraire à la Constitution une loi ou un autre acte juridique. La Cour suprême peut encore être saisie par le président de la République qui refuse de promulguer une loi qu’il considère inconstitutionnelle ou par le Chancelier de Droit qui demande l’annulation d’un acte juridique émanant du pouvoir législatif, du pouvoir exécutif ou d’une collectivité locale en raison de sa contradiction avec la Constitution ou la loi.

## Sources

## Compléments